# Pete Kelly's Blues (serie televisiva)
Pete Kelly's Blues è una serie televisiva statunitense andata in onda per una stagione e 13 episodi nel 1959 sulla NBC, e basata sull'omonima serie radiofonica del 1951 e sulla sua trasposizione cinematografica, Tempo di furore, del 1955.

## Trama
Ambientata a Kansas City negli anni '20 durante il proibizionismo, la serie era incentrata su Pete Kelly, un trombettista e leader della Pete Kelly's Original Big Seven Big, coinvolto in diverse vicende drammatiche confinanti spesso nel giallo.

## Produzione
Prodotta da Jack Webb per la Mark VII Ltd, fu il primo ruolo da protagonista sul piccolo schermo di William Reynolds. Nelle scene dove suonava la tromba, venne doppiato dal trombettista Dixieland Dick Cathcart, meglio conosciuto come componente di The Lawrence Welk Show. La serie venne girata nei Republic Studios di Hollywood, e andò in onda per una sola stagione, composta da 13 episodi.
Il personaggio di George Lupo, che nella serie radiofonica veniva frequentemente menzionato, qui compare solo in un episodio, impersonato da Than Wyenn: curiosamente, nel film del 1955, Wyenn impersonava un altro personaggio, quello di Rudy Shulak.

## Guest stars
- Malcolm Atterbury
- Julian Barton
- Whitney Blake
- Billy Bletcher
- Tom Daly
- Georgine Darcy
- Jud De Naut
- Harold Dyrenforth
- Anthony Eisley
- Nick Fatool
- Phil Gordon
- John Hudson
- Marshall Kent

- Eddie Miller
- John Mitchum
- Miriam Nelson
- Lillian Powell
- Moe Schneider
- Ray Sherman
- Johnny Silver
- Paul Smith
- Dan Sturkie
- George Van Eps
- Steve Wayne
- Than Wyenn

## Episodi
| Stagione       | Episodi | Prima TV originale |
| -------------- | ------- | ------------------ |
| Prima stagione | 13      | 1959               |